# Szent Flórián vértanú görögkatolikus templom
A Szent Flórián vértanú görögkatolikus templom egy budapesti műemlék templom.

## Története
A Budapest II. kerületi Fő utca 88. szám alatt álló épület 1754-ben épült, majd 1759-1760-ban jelentős mértékben kibővítették Nepauer Máté tervei szerint. A templom főoltárképe 1770-ben lett átadva. Az 1920-as években a templomot felújították, ugyanakkor barokk berendezési tárgyait eltávolították (ezek egy része ma a közeli Kiscelli Múzeumban található). 1937-ben nagyarányú mérnöki munkálatok során a környező terület vizesedése miatt közel másfél méterrel magasabbra emelték. Az 1980–1990-es években kívül és belül ismét felújították.